# 20 (liczba)
20 (dwadzieścia) – liczba naturalna następująca po 19 i poprzedzająca 21.
Warunek podzielności zapisanej w systemie dziesiętnym liczby przez 20 to, aby ostatnia cyfra była zerem, a przedostatnia liczbą parzystą.

## 20 w nauce
- liczba atomowa wapnia
- obiekt na niebie Messier 20
- galaktyka NGC 20
- planetoida (20) Massalia

## 20 w kalendarzu
20. dniem w roku jest 20 stycznia. Zobacz też co wydarzyło się w 20 roku n.e.